# Roger (Ross)
Roger († nach November 1350) war ein schottischer Geistlicher. Er war von 1325 bis 1350 Bischof von Ross.
Roger war ein Augustinerkanoniker aus dem Priorat von Abernethy. Er war vermutlich in Rom, als ihn Papst Johannes XXII. am 17. April 1325 zum Bischof der vakanten Diözese Ross ernannte. Vor dem 19. Mai 1325 wurde er von Kardinal Guillaume Pierre Godin zum Bischof geweiht. Roger bezeugte 1328 unter König Robert I. und 1341 unter David II. königliche Urkunden. Während des Zweiten Schottischen Unabhängigkeitskriegs nahm er aber im Februar 1334 zusammen mit sechs weiteren Bischöfen am Parlament des von England unterstützten Königs Edward Balliol teil. Vor November 1350 legte er aus Altersgründen sein Amt nieder.